# Противтенковска мина
Противтенковска мина је врста нагазне мине дизајниране да уништи или оштети возила укључујући тенкове и друга оклопљена борбена возила. На бојишту на којем доминирају оклопна борбена возила стварање препрека има велику улогу у свим борбеним плановима. Природне препреке нису увек на располагању или нису довољне да задрже непријатеља, те се морају додавати вештачке. Вештачке препреке могу бити различите – канали, ровови, бетонске конструкције, пенасте баријере и „клизава“ средства. Међутим, најуниверзалнији облик препреке, који се најчешће користи за појачавање природних препрека на бојишту, јесу противтенковске мине. Као противоклопно оружје противтенковске мине углавном, концетришу напад на две битне карактеристике тенка или оклопног борбеног возила – гусенице и оклоп пода.

## Врсте противтенковских мина
Према ефекту дејства деле се на противтенковске разорне мине и противтенковске мине са кумулативним дејством. 

## Особине
Противтенковске разорне мине делују првенствено ударним таласом генерисаним детонацијом бризантног експлозива. Оне се постављају на површину земљишта, укопавају до дубине од 10 до 40 mm или разбацују. Највећи број противтенковских разорних мина реагује на притисак преко релативно једноставног механичког упаљача, који иницира основно пуњење смештено у телу мале дебљине. Многе мине користе ТНТ као основно пуњење, мада неке користе снажније експлозиве или смеше (нпр. Композиција Б). Већина савремених противтенковских разорних мина је водоотпорна и многе се могу полагати механичким путем, а неке могу бити и разбациване. Пластична тела мина се чешће користе због једноставности производње, мада су метална и дрвена тела заједничка карактеристика старијих конструкција.
Мине са кумулативним дејством могу се груписати на оне које се иницирају испод циља и оне које су намењене за дејство са стране или одозго. Ако су намењене за дејство на под оклопног борбеног возила, противтенковске мине са кумулативним дејством имају могућност дејства по читавој ширини. У прошлости то је остваривано применом механичког упаљача са антеном, али савремене мине користе електронске сензоре. Код већина мина тело је од пластике ради лакше производње и трајности. Све противтенковске мине са кумулативним дејством имају велики садржај метала, што олакшава детектовање. 